# Valve Lüütsepp
Valve Lüütsepp, coniugata Kaasik (Leevi, 17 luglio 1939), è un'ex cestista sovietica.

## Carriera
Con l'Unione Sovietica ha disputato i Campionati del mondo del 1964 e i Campionati europei del 1962.